# Epidromia conspersata
Epidromia conspersata är en fjärilsart som beskrevs av Paul Dognin 1912. Epidromia conspersata ingår i släktet Epidromia och familjen nattflyn. Inga underarter finns listade i Catalogue of Life.